# WEG 1s bis 3s

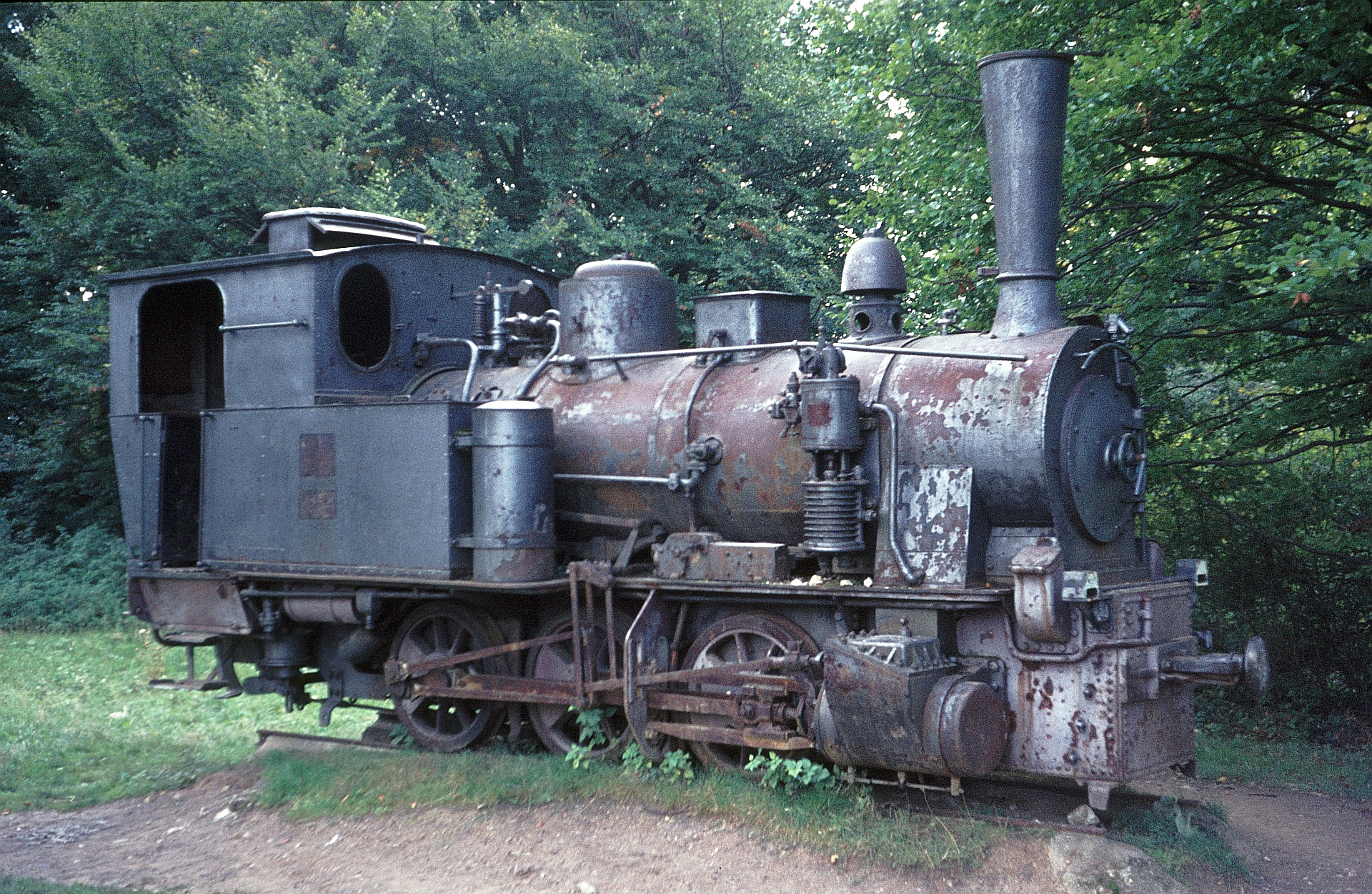
WEG 2s als Denkmal in Laichingen

Die Dampflokomotiven WEG 1s bis 3s waren meterspurige dreiachsige Tenderlokomotiven, die von Borsig für die Württembergische Eisenbahn-Gesellschaft gebaut wurden und auf der Bahnstrecke Amstetten–Laichingen eingesetzt waren. Die Lokomotiven waren bis 1956 auf der Strecke im Einsatz. Die WEG 2s ist heute bei den Ulmer Eisenbahnfreunden nach 25 Jahren als Denkmallok zur betriebsfähigen Aufarbeitung für den Museumsverkehr zwischen Amstetten und Oppingen vorgesehen.

## Geschichte und Einsatz

### Vorgeschichte
Die Württembergische Eisenbahn-Gesellschaft bestellte 1899 für ihre beiden in Meterspur geplanten Strecken Amstetten–Laichingen und Gaildorf–Untergröningen bei Borsig vier dreifach gekuppelte Lokomotiven.
Da sich die WEG zur Bauzeit der Lokomotiven entschloss, ihre Strecke nach Untergröningen in Normalspur auszuführen, übernahm sie für die Strecke nach Laichingen lediglich drei Lokomotiven. Die vierte bestellte Lokomotive übernahmen die Königlich Württembergische Staats-Eisenbahnen, die für ihre Strecke Nagold–Altensteig dringend Lokomotiven brauchte und sie dort als K.W.St.E. Ts3 einsetzte. Bis 1928 war die Lokomotive in Betrieb.

### Bahnstrecke Amstetten–Laichingen
Die Lokomotiven für die WEG bekamen die die Bezeichnung WEG 1s bis 3s und verrichteten den Personen- und Güterzugdienst. Dafür waren sie mit einer Westinghouse-Bremse ausgestattet, zur Beförderung der Güterzüge wurden die Rollböcke mit einer Kuppelstange verbunden.
Ab 1956 wurden sie von Triebwagen abgelöst. Die Lokomotiven 1s und 3s wurden zerlegt, wobei aus dem Fahrwerk der 3s ein Schneepflug gebaut wurde, die Lokomotive 2s blieb erhalten. Ursprünglich war eine Aufstellung im Heimatmuseum Laichingen geplant, was von den Abmaßen her nicht realisiert werden konnte. Daher wurde sie ab 1964 als Denkmal in Laichingen aufgestellt. Etwa 13 Jahre stand sie dort. Da sich ihr Zustand ständig verschlechterte, wurde sie 1977 dem Fahrzeugmuseum Marxzell übergeben, wo sie ebenso nicht witterungsgeschützt unterstellt werden konnte. 2002 wurde sie nach Amstetten überführt mit dem Ziel, sie als rollfähiges Schaustück wieder aufzubauen (2020).

## Konstruktion
Merkmale der Lokomotiven waren:
- genieteter Blechrahmen mit Wasserbehälter im vorderen Bereich und unter dem Führerstand,
- Laufwerk mit durch Ausgleichhebel verbundenen Tragfedern oberhalb der Achslager bei den ersten beiden Achsen und unterhalb der Achslager bei der Treibachse mit Querausgleich,
- genieteter Langkessel aus zwei Schüssen mit 2,9 m Abstand zwischen den Rohrwänden, auf dem ersten Kesselschuss saßen das Läutewerk und der rechteckige Sandkasten, auf dem zweiten Kesselschuss der Dampfdom,
- rechteckige Feuerbüchse mit stark geneigtem Rost zwischen den Rahmenwangen,
- Zweizylinder-Nassdampftriebwerk mit außenliegenden waagerecht angeordneten Zylindern mit Allan-Steuerung und Flachschieber,
- einstufige Luftpumpe vorn auf dem Umlauf und je ein Luftbehälter vor den seitlichen Kohlekästen